# السر (ذي السفال)

تعديل مصدري - تعديل

السر محلة تابعة لقرية العقيرة، التابعة لعزلة السيف بمديرية ذي السفال إحدى مديريات محافظة إب في الجمهورية اليمنية، بلغ تعداد سكانها 28 حسب تعداد اليمن لعام 2004.